# Титков, Василий Васильевич
Василий Васильевич Титков (1907, село Пичкиряево, Спасская волость, Томский уезд, Томская губерния — 1977, Новосибирск) — художник, член Союза художников СССР (1934).

## Биография
Василий Васильевич Титков родился в 1907 году в крестьянской семье.
Первые уроки рисования получил у художника-реалиста К. М. Чукалова, затем — у Ю. К. Куртукова. Впоследствии учился в Омском художественно-промышленном техникуме имени М. Врубеля. В 1927 году написал дипломную работу «Красный страж», в ней он создал собирательный образ стоящего возле лафета с винтовкой в руках красноармейца. К десятилетию Октябрьской революции картину воспроизвели на обложке журнала «Красная нива».
В довоенный период художник создаёт серию работ, посвящённых труженикам колхозного села: «Свежий номер стенной газеты», «На новый участок». В 1933 году картина «Грузчики» была представлена на первой Западно-Сибирской краевой художественной выставке.
В конце 1934 года стал художником газеты «Советская Сибирь».
В сентябре 1942 года отправляется добровольцем на фронт, участвует в боях под Сталинградом, доходит до Праги. Работы Василия Титкова на тему Великой Отечественной войны — «Встреча в Лошатанке», «Переправа под Сталинградом», «Штурм Севастопольской твердыни», «Крах», «Горный орёл», «Чтобы дома не журились» — имеют историческую и художественную ценность. Многие работы были представлены на организованных политуправлением 4-го Украинского фронта выставках.
В послевоенное время художник создал одну из лучших своих картин — «Студенческий стройотряд».

## Работы
- «Красный страж»
- «На новый участок»
- «Свежий номер стенной газеты»
- «Грузчики»
- «Встреча в Лошатанке»
- «Переправа под Сталинградом»
- «Штурм Севастопольской твердыни»
- «Крах»
- «Горный орёл»
- «Чтобы дома не журились»
- «Студенческий стройотряд»

## Общественная деятельность
Кроме творческой работы занимался большой общественной деятельностью. Был избран членом правления и секретарём Новосибирской организации СХ РСФСР.

## Семья
- Брат — Титков, Иван Васильевич (1905—1993), советский и российский художник, народный художник РСФСР.
- Племянница — Элеонора Ивановна Титкова (1941—2016), театральный режиссёр и педагог, заслуженный деятель искусств России.

## Награды
Был награждён орденом Красной Звезды, орденом Отечественной войны 2-й степени, медалями.